# Імантау
Іманта́у (каз. Имантау) — село у складі Айиртауського району Північноказахстанської області Казахстану. Адміністративний центр Імантауського сільського округу.
Населення — 1877 осіб (2021; 2459 у 2009, 3101 у 1999, 4008 у 1989).
Національний склад станом на 1989 рік:
- росіяни — 54 %.